# Whistley Green
Whistley Green est un village du Berkshire, en Angleterre. Il est situé dans l'est du comté, à environ 7 km à l'est du centre-ville de Reading et au sud du gros village de Twyford. La Loddon, un affluent de la Tamise, coule à l'ouest du village.
Administrativement, Whistley Green relève de la paroisse civile de St Nicholas Hurst, qui comprend également le village de Hurst, et du borough de Wokingham.

## Étymologie
Le nom Whistley provient des éléments vieil-anglais wisc et lēah. Il désigne une clairière située dans une prairie marécageuse. Ce nom est attesté sous les formes Wisclea en 968 et Wiselei en 1086, dans le Domesday Book.